# بانيفيزيس (مدينة)
بانيفيزيس هي الخامسة أكبر مدينة في لتوانيا. منذ عام 2011، تبلغ مساحتها 52 كيلومترا مربعا (20 ميل مربع) مع 113،653 نسمة.

## توأمة
لبانيفيزيس (مدينة) اتفاقيات توأمة مع كل من:
- لونن (2 مارس 1990 - )[23]
- كالمار (20 نوفمبر 1992 - )[23]
- خوس (17 أبريل 1993 - )[23]
- لوبلين (11 سبتمبر 1999 - )[23]
- كولدنغ (17 أغسطس 2000 - )[23]
- مايتشي (21 سبتمبر 2001 - )[23]
- كالينينغراد (7 سبتمبر 2002 - )[23]
- داوغافبيلس (6 أبريل 2004 - )[23]
- غابروفو (17 مايو 2004 - )[23]
- راكفير (15 يونيو 2005 - )[23]
- توسنو (1 ديسمبر 2012 - )
- فينيتسا (16 فبراير 2015 - )[23]
- مقاطعة مارامورس (12 مارس 2015 - )[23]
- روستاوي (10 أكتوبر 2015 - )[23]
- كينغستون
- إيفانو-فرانكيفسك
- مالادزيشنا
- بلدية غابروفو [الإنجليزية]‏

## أعلام
- إجناتاس كونوفالوفاس
- جوناس كازلوسكاس
- ايمايلايجيوس زيوباس
- داناس رابسيس
- فيكينتاس سليفكا